# Benedikt Wintgens
Benedikt Wintgens (* 1978) ist ein deutscher Historiker, der vor allem zur Parlamentarismus- und zur Kulturgeschichte der Bonner Republik forscht. Er ist seit Januar 2025 Generalsekretär der Kommission für Geschichte des Parlamentarismus und der politischen Parteien (KGParl) in Berlin. 

## Leben
Wintgens studierte von 1998 bis 2004 Geschichte, Politikwissenschaft und Vergleichende Literaturwissenschaft an der Rheinischen Friedrich-Wilhelms-Universität Bonn, wo er seit 2017 auch lehrt und 2018 zum Dr. phil. promoviert wurde. Von 2005 bis 2024 war er wissenschaftlicher Mitarbeiter der Kommission für Geschichte des Parlamentarismus und der politischen Parteien (KGParl) in Berlin. Dort arbeitete er an der Edition zahlreicher Sitzungsprotokolle des Auswärtigen Ausschusses sowie der CDU/CSU-Fraktion im Deutschen Bundestag mit. Im Januar 2025 trat er die Nachfolge von Andreas Schulz als Generalsekretär der KGParl an.
Öffentliche Aufmerksamkeit erlangte Wintgens mit seiner 2019 erschienenen Dissertationsschrift Treibhaus Bonn. Die politische Kulturgeschichte eines Romans, in der es um den Roman Das Treibhaus des deutschen Schriftstellers Wolfgang Koeppen und seine kulturhistorische Kontextualisierung in der frühen Bonner Republik geht. Das Buch wurde sowohl in der Fachwelt als auch in der Presse überaus positiv rezensiert und mit dem Merkur-Preis und dem Wissenschaftspreis des Deutschen Bundestages ausgezeichnet.

## Schriften (Auswahl)

### Monografie
- Treibhaus Bonn. Die politische Kulturgeschichte eines Romans (= Beiträge zur Geschichte des Parlamentarismus und der politischen Parteien. Band 178). Droste-Verlag, Düsseldorf 2019, ISBN 978-3-7700-5342-1.

### Sammelband
- (Hrsg. zusammen mit Gertrude Cepl-Kaufmann, Dominik Geppert und Jasmin Grande) Ende der Bonner Republik? Der Berlin-Beschluss 1991 und sein Kontext. Droste-Verlag, Düsseldorf 2024, ISBN 978-3-7700-5361-2.